# Gīāmī
Gīāmī (persiska: گیامی, Kīāmey, Geyāmey, Gīyāmī) är en ort i Iran.   Den ligger i provinsen Khorasan, i den nordöstra delen av landet, 800 km öster om huvudstaden Teheran. Gīāmī ligger 1 239 meter över havet och antalet invånare är 450.
Terrängen runt Gīāmī är kuperad åt sydväst, men åt nordost är den platt. Runt Gīāmī är det ganska tätbefolkat, med 185 invånare per kvadratkilometer. Närmaste större samhälle är Kalāteh Menār, 16,5 km nordost om Gīāmī. Omgivningarna runt Gīāmī är i huvudsak ett öppet busklandskap.